# I Can't Control Myself
I Can't Control Myself è un brano musicale dei The Troggs pubblicato nel 1996 come singolo discografico nel Regno Unito dalla Page One Records e dalla Fontana Records e, negli USA, dalla Atco Records e dalla Fontana Records. Non comparve mai in alcun album LP del gruppo. In Italia fu inciso da I Nuovi Angeli con il titolo Una caverna (Durium, QC A 1377), testo di Claudio De Pedrini (Prog) e Vito Pallavicini, ed inserito nella raccolta del 1995 Il meglio (D.V. More Record, DV 5876).

## Tracce
Lato A
Testi e musiche di Reg Presley.
1. I Can't Control Myself – 3:01

Lato B
Testi e musiche di Larry Page, Colin Frechter.
1. Gonna Make You – 2:47